# پیپروزولین
پیپروزولین (به انگلیسی: Piprozolin) دارویی برای درمان صفرا است.

## سنتز

سنتز پیپروزولین: